# Xistrella hunanensis
Xistrella hunanensis är en insektsart som beskrevs av Wang, Yunzhen 1999. Xistrella hunanensis ingår i släktet Xistrella och familjen torngräshoppor. Inga underarter finns listade i Catalogue of Life.